# Международно летище Рига
Летище Рига (на латвийски: Starptautiskā lidosta "Rīga"; IATA RIX ICAO) е международно летище в Рига, столицата на Латвия, и най-голямото летище в балтийския регион с директни полети до над 90 дестинации в 30 държави.
Летището е основен хъб за airBaltic, SmartLynx Airlines, RAF-Avia, VIP Avia, Inversija и Wizz Air. Латвийският национален превозвач airBaltic е най-голямата авиокомпания на летището, следвана от Ryanair.
Летището се намира в община Марупе, 10 km западно от Рига и е публично акционерно дружество. Собственик на всички акции е правителството на Латвия. Притежател на държавния капитал на Латвия е Министерството на транспорта.

## История
Летището е построено през 1973 г. като алтернатива на летище Спилве, което е морално остаряло.
Реконструкцията и модернизацията на летището е завършена през 2001 г., по време на честванията на 800-годишнината от основаването на Рига. През 2006 г. и 2016 г. нови северни терминали са открити. Летището разполага с три терминала: A и B за Шенген и C за шенген и нешенгенски полети. Пристигащи 1, обслужва пътниците пристигащи от Шенгенското пространство, а Пристигащи 2 в терминал C – пътници с произход от нешенгенската зона. Служби за поддръжка, текущ и основен ремонт на съоръжението са отворени през есента на 2006 г., и работят като съвместно предприятие между две местни компании: Concors и SR-Technik. Летището е снабдено със система за кацане ILS CAT II.
Летището е собственост на Република Латвия чрез Министерството на транспорта на Република Латвия.

## Авиокомпании
Следните авиокомпании изпълняват редовни и чартърни полети от и до Рига.

## Статистика

### Маршрут
| Място | Град       | Пътници | Авиокомпании                                   |
| ----- | ---------- | ------- | ---------------------------------------------- |
| 1     | Лондон     | 540 124 | airBaltic, Ryanair, Wizz Air                   |
| 2     | Москва     | 442 902 | Аерофлот, airBaltic, UTair Aviation            |
| 3     | Осло       | 280 865 | airBaltic, Norwegian Air Shuttle, Wizz Air     |
| 4     | Франкфурт  | 280 865 | airBaltic, Lufthansa, Ryanair                  |
| 5     | Хелзинки   | 259 260 | airBaltic, Finnair                             |
| 6     | Берлин     | 232 253 | airBaltic, Ryanair                             |
| 7     | Стокхолм   | 232 253 | airBaltic, Norwegian Air Shuttle, Scandinavian |
| 8     | Талин      | 205 247 | airBaltic                                      |
| 9     | Вилнюс     | 167 438 | airBaltic                                      |
| 10    | Копенхаген | 151 235 | airBaltic, Norwegian Air Shuttle               |

### Пътници (млн. д.)
Редакция: 1 април 2017

## Наземен транспорт

### Автобусен
Летище Рига се обслужва от автобус 22, управляван от Рига Сатиксме, който се движи между центъра на Рига и летището. Освен това съществуват международни автобусни линии от летището до градове в Естония, Литва, Полша, Германия, Русия и Беларус.

### Автомобилен
Летището е свързано с магистрала P133, която свързва летището с Европейския маршрут Е22. Летището има 3 зони за паркиране, с приблизително 1500 паркоместа, за краткосрочно и дългосрочно паркиране.

## Други услуги
- Седалището на airBaltic се намира на територията на летище Рига.
- Седалището на латвийската агенция за гражданска авиация се намира на летищните Рига.[8]

## Инциденти
- 17 септември 2016 г. Самолет Bombardier Dash 8 Q400 NextGen на компанията airBaltic извършва аварийно кацане на пистата за излитане и кацане от международното летище Рига без спуснат преден колесник. На борда на самолета са били 63 пътника и 4 члена на екипажа. Самолета е принуден да се върне в международно летище Рига след проблеми с предния колесник. Пистата за излитане е затворена от 10:26 до 15:55, като предпазна мярка, след аварийното кацане. Седем пристигащи и четири излитащи полета са били отменени, 17 полета са пренасочени към летище Талин летище Каунас. Самолетът е с регистрация YL-BAI, полетът - BT 641 по дестинация от Рига до Цюрих. За ранени не се съобщава.[9][10][11]
- На 17 февруари 2017 г. чартърен полет на VIM Airlines в Уфа, Русия се плъзга по пистата по време на излитане. На борда на самолета се намират 40 пътници и 7 членове на екипажа. За ранени не се съобщава. Двигателят на самолета е бил повреден, тъй като се удря в оборудване на летището. Пистата е проверена и затворена за три часа след инцидента. Полети са пренасочени към летище Талин и летище Каунас. Разследване е започнато от бюрото за разследване на произшествия и инциденти в Латвия.